# Arthroleptis stenodactylus
Arthroleptis stenodactylus Pfeffer, 1893 è un anfibio anuro, appartenente alla famiglia degli Artroleptidi.

## Distribuzione e habitat
La specie si trova dalla Repubblica Democratica del Congo meridionale e orientale all'Angola centro-settentrionale, nella costa costiera del Kenya e della Tanzania e a sud attraverso lo Zambia, lo Zimbabwe, il Malawi e il Mozambico fino al nord del KwaZulu-Natal (Sudafrica); popolazioni isolate nella foresta di Bwindi e Budongo nell'Uganda occidentale, nelle colline di Nyumbeni nel Kenya centrale e nel Botswana settentrionale; presumibilmente nella striscia di Caprivi in Namibia.